# Atletica leggera ai XVII Giochi paralimpici estivi - Lancio del disco F11 femminile
Ai XVII Giochi paralimpici estivi la competizione del lancio del disco femminile F11 si è svolta il giorno 3 settembre 2024 presso lo Stade de France di Parigi.

## Situazione pre-gara

### Record
Prima di questa competizione, il record del mondo, il record paralimpico e i record continentali F11 erano i seguenti.
| Record              | Prestazione | Atleta                  | Data e luogo                         | Competizione                  |
| ------------------- | ----------- | ----------------------- | ------------------------------------ | ----------------------------- |
| Record mondiale     | 40,83 m     | Zhang Liangmin Cina     | 31 agosto 2021 Tokyo, Giappone       | XVI Giochi paralimpici estivi |
| Record paralimpico  | 40,83 m     | Zhang Liangmin Cina     | 31 agosto 2021 Tokyo, Giappone       | XVI Giochi paralimpici estivi |
| Record africano     | vacante     | vacante                 | vacante                              | vacante                       |
| Record panamericano | 40,12 m     | Izabela Campos Brasile  | 16 marzo 2024 San Paolo, Brasile     |                               |
| Record asiatico     | 40,83 m     | Zhang Liangmin Cina     | 31 agosto 2021 Tokyo, Giappone       | XVI Giochi paralimpici estivi |
| Record europeo      | 40,25 m     | Assunta Legnante Italia | 31 agosto 2021 Tokyo, Giappone       | XVI Giochi paralimpici estivi |
| Record oceaniano    | 15,42 m     | Alailupe Valeti Tonga   | 28 ottobre 2002 Busan, Corea del Sud |                               |

### Campionesse in carica
Le campionesse in carica a livello mondiale erano le seguenti.
| Campione    | Atleta              | Prestazione | Data e luogo                   | Competizione                         |
| ----------- | ------------------- | ----------- | ------------------------------ | ------------------------------------ |
| Paralimpico | Zhang Liangmin Cina | 40,83 m     | 31 agosto 2021 Tokyo, Giappone | XVI Giochi paralimpici estivi        |
| Mondiale    | Xue Enhui Cina      | 40,24 m     | 24 maggio 2024 Kōbe, Giappone  | Campionati mondiali paralimpici 2024 |

### La stagione
Prima di questa gara, le atlete con le migliori tre prestazioni F11 mondiali dell'anno erano:
| Pos. | Atleta                 | Prestazione | Data e luogo                     |
| ---- | ---------------------- | ----------- | -------------------------------- |
| 1    | Xue Enhui Cina         | 10,24 m     | 24 maggio 2024 Kōbe, Giappone    |
| 2    | Izabela Campos Brasile | 40,12 m     | 16 marzo 2024 San Paolo, Brasile |
| 3    | Zhang Liangmin Cina    | 38,62 m     | 24 maggio 2024 Kōbe, Giappone    |

## Risultati

### Finale
La finale diretta si è tenuta il 3 settembre a partire dalle 12:03.
| Pos     | Atleta               | Nazionalità                 | 1ª prova | 2ª prova | 3ª prova | 4ª prova | 5ª prova | 6ª prova | Risultato | Note                                     |
| ------- | -------------------- | --------------------------- | -------- | -------- | -------- | -------- | -------- | -------- | --------- | ---------------------------------------- |
| Oro     | Zhang Liangmin       | Cina                        | 35,93 m  | 39,08 m  | 38,50 m  | 37,89 m  | x        | 37,13 m  | 39,08 m   | Miglior prestazione personale stagionale |
| Argento | Assunta Legnante     | Italia                      | x        | x        | 36,07 m  | 38,01 m  | 30,85 m  | 34,74 m  | 38,01 m   | Miglior prestazione personale stagionale |
| Bronzo  | Xue Enhui            | Cina                        | 37,65 m  | 37,67 m  | 37,03 m  | x        | 34,22 m  | 37,31 m  | 37,67 m   |                                          |
| 4       | Izabela Campos       | Brasile                     | x        | x        | x        | 29,93 m  | x        | 34,94 m  | 34,94 m   |                                          |
| 5       | Oksana Dobrovolskaja | Lituania                    | 33,33 m  | 33,23 m  | 34,49 m  | 33,92 m  | x        | x        | 34,49 m   |                                          |
| 6       | Munoz Ym Restrepo    | Colombia                    | 26,33 m  | x        | 27,39 m  | 31,06 m  | 33,77 m  | 30,57 m  | 33,77 m   | Miglior prestazione personale stagionale |
| 7       | Elena Shakh          | Atleti Paralimpici Neutrali | 32,14 m  | 30,57 m  | 32,80 m  | 33,34 m  | x        | x        | 33,34 m   |                                          |
| 8       | Busra Nur Tirikli    | Turchia                     | x        | 26,04 m  | x        | x        | 26,08 m  | x        | 26,08 m   |                                          |